# Guy Magenta
Pour les articles homonymes, voir Magenta.
Guy Magenta, nom de plume de Guy Freidline, est un compositeur français né le 11 juillet 1927 dans le 10e arrondissement de Paris et mort le 29 octobre 1967 à Salbris (Loir-et-Cher).

## Biographie
Il commence à écrire des chansons dans sa boutique de photographe à Paris, boulevard de Magenta, dont il fait son nom de plume.
A tout juste 20 ans, à la fin des années 1940, il est déjà chanté par Lucienne Delyle qui interprète Un ange comme ça, paroles de Daniel Hortis (1947).
Doué, prolifique et éclectique, il compose des opérettes, des espagnolades, du rock, des romances et des musiques de films.
Il meurt dans un accident de voiture en 1967 près de Salbris, au volant d'une Jaguar qu'il venait d'acheter. Il est inhumé au cimetière parisien de Pantin (division 72, ligne 5, tombe 36).

## Chansons

### Les années 1950
C'est en s'associant avec l'auteur-compositeur Fernand Bonifay qu'il obtient ses premiers succès dans les années 1950, de vraies chansons populaires dont certaines vont s'inscrire dans notre mémoire collective.

#### 1951
- José le caravanier (paroles de Fernand Bonifay), par Lucienne Delyle

#### 1952
- Les Trois bandits de Napoli (paroles de Fernand Bonifay), par Annie Cordy et Lily Fayol.

#### 1953
- La Roulotte des gitans (paroles de Fernand Bonifay), par Rina Ketty.

#### 1954
- Castagnettes et séguedilles (paroles de Fernand Bonifay), par Marie-José.
- C'est toi que je préfère (paroles de Fernand Bonifay), par Annie Cordy.
- Georges Guétary (paroles de Fernand Bonifay)
- Marco Polo.
- C'est vous, c'est vous.

#### 1955
- Adios Amigo, La Siesta (paroles de Fernand Bonifay), par Dario Moreno.
- Au bord de la Tamise (paroles de Fernand Bonifay), par André Claveau.
- Je me sens si bien (paroles de Fernand Bonifay), par Dany Kane.
- Un ange comme ça (paroles de Daniel Hortis), par Lucienne Delyle.

#### 1956
- Pour un dollar (paroles de Fernand Bonifay), par Marcel Amont et Lucienne Delyle
- Toi mon démon (paroles de Fernand Bonifay), par Gloria Lasso.
- Pendant l'orage (paroles de Fernand Bonifay), par Dario Moreno.
- Encore (paroles de Vline Buggy), par Luis Mariano, Jean Bertola, Bob Martin et Pierre Dorset.
- La cueillette du coton (paroles de Fernand Bonifay), par Gloria Lasso, Henry Leca, Le trio Raisner, Michel Quével.

#### 1957
- Le Petit âne brésilien (paroles de Fernand Bonifay), par Patrice et Mario
- José le caravanier (reprise)
- Tu ne peux comprendre (paroles de Michel Rivgauche), par Robert Ripa.
- Miguelito (paroles de Fernand Bonifay), par Dario Moreno et Claude Besset.
- On dit (paroles de Michèle Vendome), par Lucienne Delyle, Janine Michel et Alix Combelle.
- Mes clefs,mes cliques, mes claques (paroles de Daniel Hortis), par Francis Line.
- Tu peux tout faire de moi (paroles de Fernand Bonifay), par Pierre Miquel.

#### 1958
- À l'auberge de Santa Fé (paroles de Michel Rivgauche), par Luis Mariano
- L'amour est à deux pas, par André Verchuren.
- Dario Moreno : Je me sens si bien (paroles de Fernand Bonifay), Un ange comme ça (reprise), Pitié senorita (paroles de Fernand Bonifay), Sa casquette (paroles de Fernand Bonifay), par Marcel Amont et Colette Renard, Viens, la vie n'attend pas, par Christian Selva.

#### 1959
- Jeannette Batti (paroles de Fernand Bonifay) :
  - J'ai des envies.
  - Quand on est honnête.
  - Moi, j'ai de la branche.
  - On a toujours un p'tit quelque chose.
- Dario Moreno : Mon cœur est prisonnier (paroles de Fernand Bonifay), Oh ! Qué mambo (paroles de Fernand Bonifay), Ça suffit comme ça (paroles de Fernand Bonifay), Ne me dis jamais adieu (paroles de Fernand Bonifay), Viens à la Casita (paroles de Géo Koger).
- Mon cœur bat (paroles de Jacques Larue), par Roberto Clarence.
- Ne sois pas fâchée (paroles de Jacques Larue), par Gloria Lasso.

### Les années 1960
Durant les années 1960, Guy Magenta travaille avec différents auteurs et se consacre à une nouvelle génération de chanteurs.

#### 1960
- Ne montre pas mes lunettes... (paroles de Ralph Bernet), par Muriel Reynolds.
- Marcel Amont, Les Bleuets d'azur, paroles de Jacques Larue[2]
- Édith Piaf et Les Trois Ménestrels, Rue de Siam, paroles de Jacques Larue.
- Parce qu'un accordéon (paroles de Jacques Larue), par Rosalie Dubois et Maurice Alexander.
- Quand les gorilles (paroles de Jacques Larue), par Colette Deréal et Jean Dorsay.
- S'endormir comme d'habitude (paroles de Jacques Larue), par Dalida et Basile Trapp.
- Le petit pousse-pousse (paroles de Fernand Bonifay), par les Blue Jeans.
- Aux quatre coins de mon cœur (paroles de Jacques Larue), par Jean-Paul Mauric et Jane Morgan.
- Maman de mes peines (paroles de Jacques Larue), par Silvana Blasi.
- Armand Migiani (paroles Jacques Larue) :
  - Crédo.
  - Mariage Antillais.
  - Merci quand même.
  - Sois pas fâché.
  - Freddy (paroles de Lucien Morisse et André Salvet)
  - J'ai besoin de ton cœur.
  - Que tout recommence.

#### 1961
- Jean-Paul Mauric, Sois pas fâchée, paroles de Jacques Larue (Reprise).
- Frida Boccara Patachou et Michèle Arnaud, Cherbourg avait raison, paroles d'Eddy Marnay et Jacques Larue.
- Édith Piaf, Les Bleuets d'azur, paroles de Jacques Larue.
- John William, Grand prix du Coq d'Or de la chanson française avec Le Voyageur sans étoile, paroles d'Eddy Marnay. Reprise par François Deguelt, Luis Mariano et Caterina Valente.
- Trois fois la France (paroles de Jacques Larue), par Sacha Distel.
- Le petit tramway (paroles de Jacques Larue), par André Claveau, Nana Mouskouri, Martine Havet et Les Djinns.
- On dit,on dit,on dit (paroles de Maurice Tézé), par Sacha Distel.
- Y' en a des bateaux (paroles de Jacques Larue), par Patachou.

#### 1962
- Marcel Amont, Petite Aiguille, paroles d'Eddy Marnay.
- John William :
  - Les Guitares du diable.
  - Je ne t'oublierai jamais.
  - Un oiseau blanc.
- Sacha Distel (paroles de Maurice Tézé)
  - Dis-moi barman.
  - Sans toi.
- Frida Boccara (paroles de Serge Lebrail)
  - D'abord je n' ai vu.
  - Rien n'a changé.
- La Fin du jour (paroles d'Eddy Marnay), par Sabrina[réf. nécessaire].
- Le Tango des employés de bureau (paroles de Henri Kubnick), par Les Trois Ménestrels.
- Que tout recommence (paroles de André Salvet), par Milva).

#### 1963
- Sur des paroles d'Eddy Marnay et chantées par Virginia (Virginia Vee)
  - Ils s’aimaient. Version anglaise (par Norman Gimbel, Once, chantée notamment par Peggy Lee.
  - L’amour en bleu.
  - La chaine.
  - Je ne t’oublierai jamais.
- Ce paysage (paroles de Jean Valtay), par Jean Valtay.
- Si tu dois partir (paroles d'Eddy Marnay), par Virginia Vee.
- Jacqueline François :
  - Nossa Samba (Notre Samba), paroles d'Eddy Marnay.
  - Ce paysage, paroles de Jean Valtay.

#### 1964
- Hugues Aufray, Nous avons beaucoup dansé, paroles d'Hugues Aufray et de Pierre Delanoë.
- France Gall :
  - Ne dis pas aux copains, paroles de Maurice Tézé.
  - Soyons sages, paroles de Robert Gall.
  - On t'avait prévenue, paroles de Robert Gall et Vline Buggy.
  - Nounours, paroles de Maurice Tézé.
- Jacques Guerini (paroles de Vline Buggy)
  - Ne la fais jamais pleurer.
  - Ne m' attends pas.
  - Non, ne t'en vas pas.
- L'eau sous les ponts (paroles d'Eddy Marnay), par Rachel.
- Le temps de vivre (paroles de Pierre Delanoé), par Virginia Vee.
- Western surf (paroles d'Eddy Marnay), par Orlando.
- Ne lis pas cette lettre (paroles de Vline Buggy), par Dalida.
- Je veux te suivre (paroles de Eddy Marnay), par Virginia Vee.
- Une lettre de toi (paroles de Pierre Delanoé), par Olivier Despax.
- Demande moi pardon (paroles de Pierre Cour), par Gérard Melet.
- Liverpool (paroles Eddy Marnay), par Christine Nérac.
- Toi, l'orgueilleux (paroles de Vline Buggy), par Les Champions.
- Le goût du péché (paroles de Fernand Bonifay), par Josy Andrieu.
- Huit heures de sommeil (paroles de Robert Gall), par Evy.
- Ne parlons pas d'amour (paroles de Pierre Delanoé), par Kenny Rankin (en).
- Oyé la belle vie (paroles de Pierre Delanoé), par Chantal May.
- Cet air malheureux (paroles Robert Gall), par Jacques Guerini.

#### 1965
- Hugues Aufray :
  - Les Remords et les regrets, paroles d'Hugues Aufray et Vline Buggy.
  - Laisse-moi petite fille, paroles d'Hugues Aufray et Vline Buggy.
  - Les Yeux fermés, paroles d'Hugues Aufray et Pierre Delanoë.
  - Il faut ranger ta poupée, paroles d'Hugues Aufray et Pierre Delanoë.
- France Gall :
  - Dis à ton capitaine, paroles de Maurice Tézé.
  - L'Amérique, paroles d'Eddy Marnay.
- Eddy Mitchell, avec des paroles de Ralph Bernet :
  - Si tu n'étais pas mon frère (album Du rock 'n' roll au rhythm 'n' blues.
  - Elle détruit les garçons (album Perspective 66).
  - Serrer les dents (album Perspective 66).
  - Les filles de magazines (titre resté inédit à l'époque)
- Soirées de princes, paroles de Pierre Delanoë, par Jean-Claude Pascal.
- On se quitte, paroles de Ralph Bernet, par Michèle Torr.
- Encore une mélodie (paroles de Ralph Bernet), par Olivier Despax.
- Reste comme tu es (paroles de Billy Nencioli), par Frank Alamo.
- Qu'arrivera-t-il demain ? (paroles de Pierre Delanoé), par Vency.
- Des roses pour Marjorie (paroles de Ralph Bernet), par Lucky Blondo.
- Ce train que je prendrai (paroles de Ralph Bernet), par Michel Mallory.
- Je ne suis pas un saint (paroles de Ralph Bernet et Bernard Kess), par Ralph Bernet.
- Avec une pierre (paroles de Ralph Bernet et Michèle Vendome), par Ralph Bernet.
- La maison sans soleil (paroles de Ralph Bernet), par Ralph Bernet.
- La devise des copains (paroles de Ralph Bernet), par Monty.
- De trop mentir (paroles de Jacques Mareuil), par Marjorie Noël.
- Non docteur (paroles de Eddy Marnay), par Marjorie Noël.
- Quand j'ai fait ce disque (paroles de Ralph Bernet), par Marjolie Noël.
- Ne sois pas jaloux (paroles de Pierre Delanoé), par Laura Ulmer.
- Jean-Paul (paroles de Ralph Bernet), par Laura Ulmer.
- Il a besoin de leçon (paroles de André Salvet), par Laura Ulmer.
- Depuis je penses à toi (paroles de André Salvet), par Laura Ulmer.
- As-tu fini de pleurer ? (paroles de Ralph Bernet et Jacques Revaux), par Laura Ulmer.
- Il revient, mon copain (paroles de Ralph Bernet), par Laura Ulmer.
- Un garçon dit à une fille (paroles de Ralph Bernet), par Liz Brady.
- Bonne chance, mon amour (paroles de Vline Buggy), par Mari Trini.
- C'est pas facile de s'en aller (paroles de Maurice Tézé), par Romuald.
- Le diable est près de toi (paroles de Ralph Bernet), par Minouche Barelli.
- J'aime trop la liberté (paroles de Mya Simille), par Minouche Barelli.
- La route (paroles de Eddy Marnay), par Les Troubadours.
- Je prie pour toi (paroles de Ralph Bernet), par Aldo Killy.
- Un matin (paroles de Billy Nencioli), par Aldo Killy et Jean Claudie.
- J' ai peur du jour (paroles de Ralph Bernet), par Dick Rivers.
- Las Vegas (paroles de Pierre Delanoë et Pétula Clark), par Petula Clark.
- La dame en blanc (paroles de Ralph Bernet et Francis Morand), par Olivier Despax.
- Tu plais aux filles (paroles de Vline Buggy), par Bernadette Grimm.
- Ton second sourire (paroles de Ralph Bernet et Francis Morand), par Olivier Despax.
- Regarde-le (paroles de Mya Simille et Olivier Despax), par Olivier Despax.

#### 1966
- France Gall, C'est pas facile d'être une fille composée avec Jean-Pierre Bourtayre, paroles de Pierre Delanoë.
- Mireille Mathieu :
  - Ils s'embrassaient, paroles de Serge Lebrail
  - Messieurs les musiciens, paroles de Pierre Delanoë
- Dick Rivers (paroles de Mya Simille et Dick Rivers)
  - Via Lucifer.
  - Qui se fache.
  - Le premier qui s'en va.
  - Trois garçons, trois amis.
  - Un homme plein d'argent (paroles de Jean-Pierre Bourtayre), par Dick Rivers.
- Eddy Mitchell (paroles de Ralph Bernet)
  - Fortissimo (super 45 tours.
  - Au temps des romains (album Seul)
  - Société anonyme (album Seul).
- Marjorie Noël (paroles de Ralph Bernet)
  - Les porte-clefs.
  - Dans tes yeux.
- Eve (paroles de Ralph Bernet et Pierre Delanoé), par Franck Alamo.
- La colline au whisky (parole de Pierre Delanoé et Pétula Clark), par Petula Clark.
- Je ne pensais pas que c'était moi (paroles de Ralph Bernet), par Liz Brady.
- Dis-lui ma guitare (paroles de Mya Simille et Olivier Despax), par Olivier Despax.
- Jimmy attends-moi (paroles de Manou Roblin), par Laura Ulmer.
- Trois petites lumières (paroles de Vline Buggy), par Marjorie Noël.
- L'été est loin (paroles de Jacques Revaux et Ralph Bernet), par Liz Brady.
- Elle est venue d'Angleterre (paroles de Billy Nencioli), par Romuald.
- J'ai traversé l'enfer (paroles de Ralph Bernet), par Monty.
- Pour venir jusqu'à toi (paroles de Pierre Delanoé et Olivier Despax), par Olivier Despax.

#### 1967
- Marcel Amont :
  - Quand t'auras vingt ans, paroles de Michel Pecarrere.
  - Merci d'être venus, paroles de Pierre Delanoë.
- Claude François, Toute la vie, adaptation française par Vline Buggy et Guy Magenta de The Reason why des Byrds.
- France Gall :
  - La Petite, paroles de Robert Gall et Mya Simille.
  - Avant la bagarre, paroles de Ralph Bernet.
- Eddy Mitchell :
  - Bye bye prêcheur (paroles Ralph Bernet - super 45 tours).
  - Je n'avais pas signé de contrat (paroles Frank Thomas - super 45 tours).
  - Le bandit à un bras (paroles Jean-Michel Rivat, Frank Thomas - album De Londres à Memphis).
- Dick Rivers (paroles de Mya Simille et Dick Rivers).
  - Jéricho.
  - Tu ne voleras pas.
  - Pars.
  - A l'ombre de mes souvenirs.
- Maurice Biraud (paroles de Jean-Michel Rivat et Frank Thomas)
  - Le miel ne sert à personne.
  - Piano punaise.
  - Le vieil homme et le printemps.
- Je saurai bien me faire aimer (paroles de Vline Buggy), par Minouche Barelli.
- Je n'avais pas signé de contrat (paroles de Frank Thomas), par Eddy Mitchell.
- Bye bye prêcheur (paroles de Ralph Bernet), par Eddy Mitchell.
- Petit frère (paroles de Pierre Delanoé et Hugues Aufray), par Hugues Aufray.
- Marjorie Noël, Je te dis mon âge, paroles de Ralph Bernet.
- Régine, Eugène, paroles de Pierre Delanoë.
- Premières compositions pour Michel Sardou :
  - Les Ricains, paroles de Michel Sardou
  - Les Moutons, paroles de Pierre Delanoë
  - Le Train de la dernière chance, paroles de Bernard Michel.
- L'enfant et le fusil (paroles de Mya Simille et Michel Delancray), par Claude Morgan.
- Plus rien (paroles de Yzi Spigel), par Annie Philippe.
- Madame Strawberry (paroles de Mya Simille et Vline Bugy), par Dick Rivers.
- Qu'est-ce qu'ils vont faire (paroles de Pierre Saka), par Noël Deschamps.
- Elle était bien trop belle (paroles de Billy Nencioli et Noël Deschamps), par Noël Deschamps.
- Mars, le 9 mars (paroles de Billy Nencioli et Paul Legrand), par Noël Deschamps.
- J'appendrai (paroles de Pierre Delanoé), par Noël Deschamps.
- Petit taureau (paoles de Jean-Michel Rivat et Frank Thomas), par Dani.

#### 1968
- Si j'étais le père Noël, paroles de Vline Buggy et Hugues Aufray, par Maurice Chevalier.
- Les Dessins, paroles et interprétation de Michel Sardou.
- Sur cette plage du Nord (paroles d'Olivier Despax et de Alain Boublil, sous le pseudonyme de Franck Harvel), interprétation par Olivier Despax.

## Musiques de films
- 1957 : Marchands de filles de Maurice Cloche.
- 1957 : La Bigorne, caporal de France de Robert Darène avec François Périer.
- 1959 : Oh ! Qué mambo de John Berry avec Dario Moreno.
- 1959 : Filles de nuit de Maurice Cloche.
- 1962 : Le Diable et les Dix Commandements de Julien Duvivier — Musique coécrite avec Georges Garvarentz et Michel Magne.
- 1964 : Relaxe-toi chérie de Jean Boyer avec Fernandel.

## Opérette
- 1958 : Coquin de printemps, paroles des chansons de Fernand Bonifay, livret de Jean Valmy et Marc-Cab, avec Christian Selva, Henri Génès puis Fernand Sardou, créée à L'Européen (17e arrondissement de Paris).